# François Vatable
François Vatable, anche Vateblé o Watebled – forma originale in piccardo, (Gamaches, fine XV secolo – Parigi, 16 marzo 1547), è stato un ebraista e teologo francese.

## Biografia
François Watebled detto Vatable: la sua data di nascita non ci è giunta. Esegeta di alto livello, fu inizialmente curato di Brumetz, nel Valois, poi professore d'ebraico a Parigi, quando Francesco I fonda il collège de France — verso 1530 —, e morì come abate di  Bellozanne.
La grande fama mantenuta fino a oggi si fonda sulla sua immensa erudizione, sulla sua capacità di comunicazione, sui suoi talenti come insegnante e sul concorso di auditori che la sua reputazione attirava alle sue lezioni. Numerosi ebrei vennero ad ascoltare e ammirare la sua scienza. I suoi lavori propri sono pochi, ma ha lavorato molto come redattore. Dapprima come giovane redattore di Lefèvre d'Etaples ha tradotto le opere di Aristotele dal greco al latino (per esempio Physica, De caelo, De anima, De generatione et corruptione, Meteorologica, e le Parva naturalia). Poi, come professore di ebraico, ha editato i testi ebraici della bibbia (1539-1544), pubblicato da Robert Estienne, con le annotazioni rabbiniche di David Kimhi.
Gli auditori avevano raccolto le sue note che riguardavano l'Antico testamento e che Robert Estienne pubblica nel 1545 nella sua edizione della nuova  Bible latine de Léon de Juda. 
Tuttavia, dato che queste annotazioni non sono altro che parti di testo prese da Caléon,  Munster, Fagius e da altri protestanti francesi e tedeschi a copiate a volte parola per parola, è probabile che Robert Estienne, che era in relazione con i riformati di Zurigo, abbia usato le loro note anziché la versione personale di Vatable. Si sarebbe servito del nome di quest'ultimo per non inimicarsi i dottori di Parigi, della Sorbona, che non lo apprezzavano.
Tuttavia le note furono condannate dalla facoltà di teologia.  Estienne, che si era ritirato a Ginevra, le difese con passione e le rese ancora più calviniste nelle edizioni successive.
I dottori di Salamanca, meno scrupolosi di quelli di Parigi, permisero la ripubblicazione con l'approvazione, tuttavia dopo ritoccati e corretti diversi punti. Nicolas Henri, professore d'ebraico al collège de France, ne ha curato l'ultima edizione, 1729-1745, 2 vol. in-fol. 
Vatable fu colui che reintrodusse lo studio della lingua ebraica in Francia. La sua Bibbia, detta Bible di Vatable contiene la versione detta della Vulgate e quella di Léon de Juda.
Aveva tradotto dei trattati di Aristotele chiamati tradizionalmente Parva naturalia, che si trovano nell'edizione di Duval. Fu perseguitato dai dottori della Sorbona della fazione di Béda. I protestanti lo volevano attirare a loro ma visse e morì da cattolico.